# Arrondissement de Rosenberg-en-Prusse-Occidentale

Province de Prusse-Occidentale en 1919

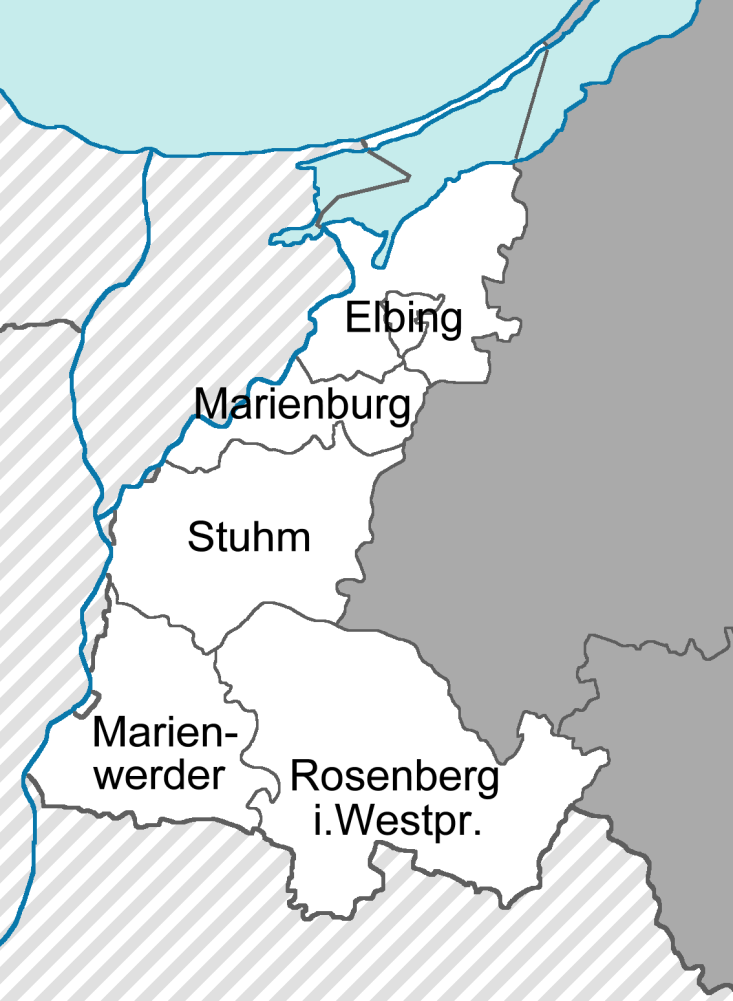
Emplacement dans le district administratif de Prusse-Occidentale de 1920 à 1939

L'arrondissement de Rosenberg-en-Prusse-Occidentale est un ancien arrondissement prussien qui a existé de 1818 à 1945. Il fait de nos jours partie de la voïvodie polonaise de Varmie-Mazurie.

## Histoire
L'arrondissement appartenait à l'origine à la province de Prusse-Orientale. Après que la Prusse-Occidentale est devenue une partie de la Prusse au cours de la première partition de la Pologne en 1772, la zone du district a été attribuée à la province nouvellement créée de Prusse-Occidentale dans le cadre du district de Marienwerder. Dans le cadre d'une réforme globale du district dans le district administratif de Marienwerder le 1er avril 1818, le nouveau arrondissement de Rosenberg, avec la ville d'arrondissement de Rosenberg (Prusse occidentale), a été formé à partir de la partie orientale du district de Marienwerder. Le cercle comprenait les villes de Bischofswerder, Deutsch Eylau, Freystadt-en-Prusse-Occidentale et Riesenburg et Rosenberg, ainsi que la direction de Riesenburg et de 97 domaines nobles.
Du 3 décembre 1829 au 1er avril 1878, la Prusse-Occidentale et la Prusse Orientale sont réunies pour former la Province de Prusse, qui appartient à la Confédération de l'Allemagne du Nord depuis le 1er juillet 1867 et à l'Empire allemand depuis le 1er janvier 1871 .
Avec l'entrée en vigueur du traité de Versailles le 10 janvier 1920, l'établissement du corridor polonais sur le territoire de la Prusse occidentale et la dissolution associée de la province de Prusse occidentale, l'arrondissement est temporairement subordonné au haut président de Königsberg. En préparation du référendum du 1er juillet 1920 sur la future affiliation de l'arrondissement, l'arrondissement est subordonné à la Commission interalliée pour le gouvernement et les référendums à Marienwerder jusqu'au 16 août 1920. Après le résultat clair du référendum, l'arrondissement est resté avec l'Allemagne. Le 1er juillet 1922, le district de Marienwerder est devenu une partie de la province de Prusse-Orientale. Le district administratif de Marienwerder est alors rebaptisé district administratif de la Prusse occidentale pour des raisons de tradition.
Le 30 septembre 1929, conformément aux développements dans le reste de la Prusse, une réforme territoriale a lieu dans le district de Marienwerder, dans lequel - à l'exception de deux districts forestiers inhabités - tous les districts fonciers sont dissous et attribués aux communes rurales voisines.
Le 1er janvier 1939, l'arrondissement de Rosenberg reçoit la désignation de Landkreis conformément à la réglementation désormais uniforme du Reich. Le 26 octobre 1939, l'arrondissement de Rosenberg devient une partie du Landkreis nouvellement formé, qui est rebaptisé « Reichsgau Danzig Westpreußen » le 2 novembre 1939. Bien que le district administratif porte à nouveau l'ancien nom de Marienwerder, il ne fait plus partie de l'État libre de Prusse.
En janvier 1945, l'Armée rouge conquiert l'arrondissement et en mars 1945 le place sous l'administration de la République populaire de Pologne. La population allemande a ensuite été expulsée de la zone de l'arrondissement.

## Administrateurs de l'arrondissement
1818–183000Karl von Besser
1830–184400Alfred von Auerswald (1797–1870)
1845–185100Rodrigo zu Dohna-Finckenstein (1815–1900)
1851–186100Werner von Gustedt (1813–1864)
1861–186500Siegfried von Brünneck-Bellschwitz (1814–1871)
1865–186900Karl von Portatius (de) (1835–1877)
1869–188200Magnus Roland von Brünneck
1882–190400Hans Albert von Auerswald
1904–192000Siegfried von Brünneck (de) (1871–1927)
19200000000Hans Lorenz von Versen (de) (1881–1931)
1920–192500Ferdinand Friedensburg (1886–1972)
1925–193500Herbert Kleine (de) (1887–1978)
1935–193900Wolfgang Born (1903–?)
1939–194500Wilhelm Pukall (de) (1907–1986)

## Élections
Dans l'Empire allemand, l'arrondissement de Rosenberg forme avec l'arrondissement de Löbau-en-Prusse-Occidentale (de), la 2e circonscription du district de Marienwerder (de) pour le Reichstag. La circonscription est remportée par des candidats conservateurs, à l'exception des élections de 1890 et 1893, qui ont vu la victoire du candidat polonais.
- 187100Rodrigo zu Dohna-Finckenstein, Parti conservateur allemand
- 187400Rodrigo zu Dohna-Finckenstein, Parti conservateur allemand
- 187700Rodrigo zu Dohna-Finckenstein, Parti conservateur allemand
- 187800Rodrigo zu Dohna-Finckenstein, Parti conservateur allemand
- 188100Rodrigo zu Dohna-Finckenstein, Parti conservateur allemand
- 188400Rodrigo zu Dohna-Finckenstein, Parti conservateur allemand
- 188700Rodrigo zu Dohna-Finckenstein, Parti conservateur allemand
- 189000Theophil Rzepnikowski, Parti polonais
- 189300Theophil Rzepnikowski, Parti polonais
- 189800Eckart von Bonin, Parti conservateur libre
- 190300Julius Walzer (de), Parti conservateur libre
- 190700Konrad Finck von Finckenstein (de), Parti conservateur allemand
- 191200Johannes Zürn (de), Parti conservateur libre

## Villes et communes
À la fin de son existence en 1945, l'arrondissement comprenait cinq villes et 77 autres communes.
- Bischofswerder, ville
- Bornitz
- Buchfelde
- Charlottenwerder
- Dakau
- Daulen
- Deutsch Eylau, ville
- Drulitten
- Faulen
- Finckenstein (de)
- Freiwalde
- Freudenthal

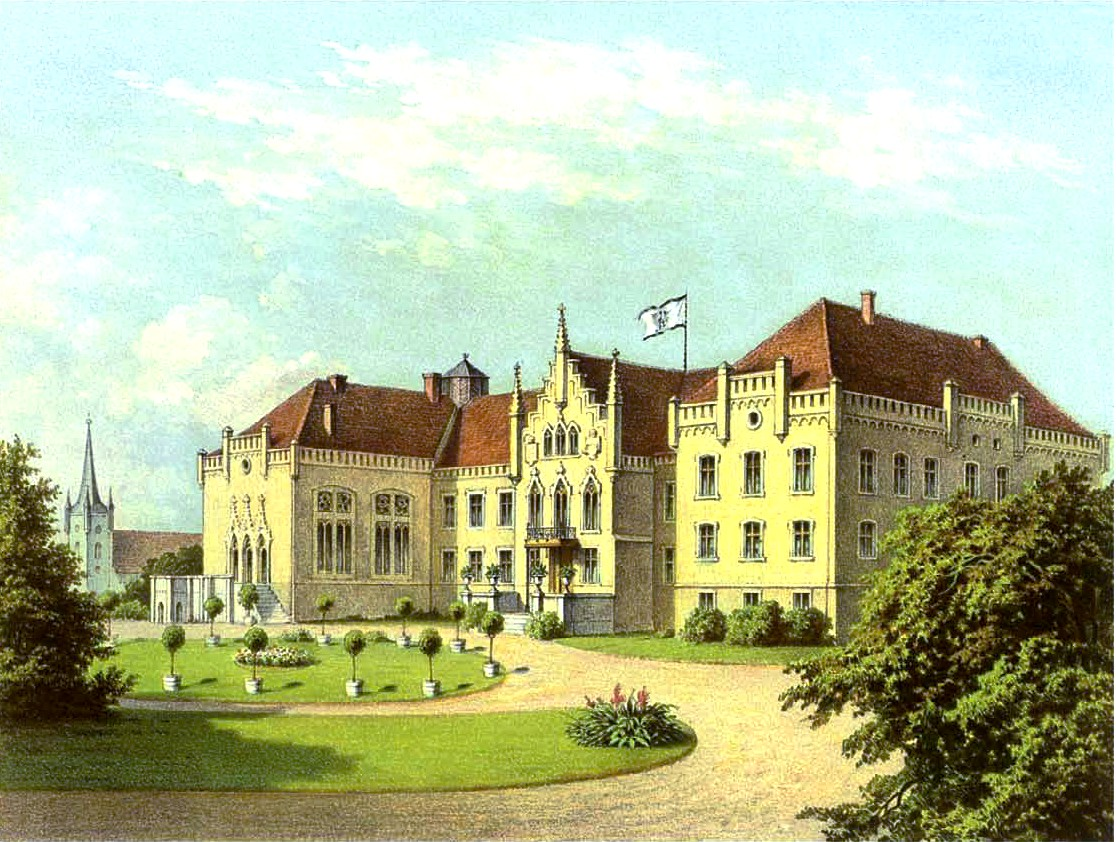
Manoir de Langenau en 1860, Sammlung Alexander Duncker

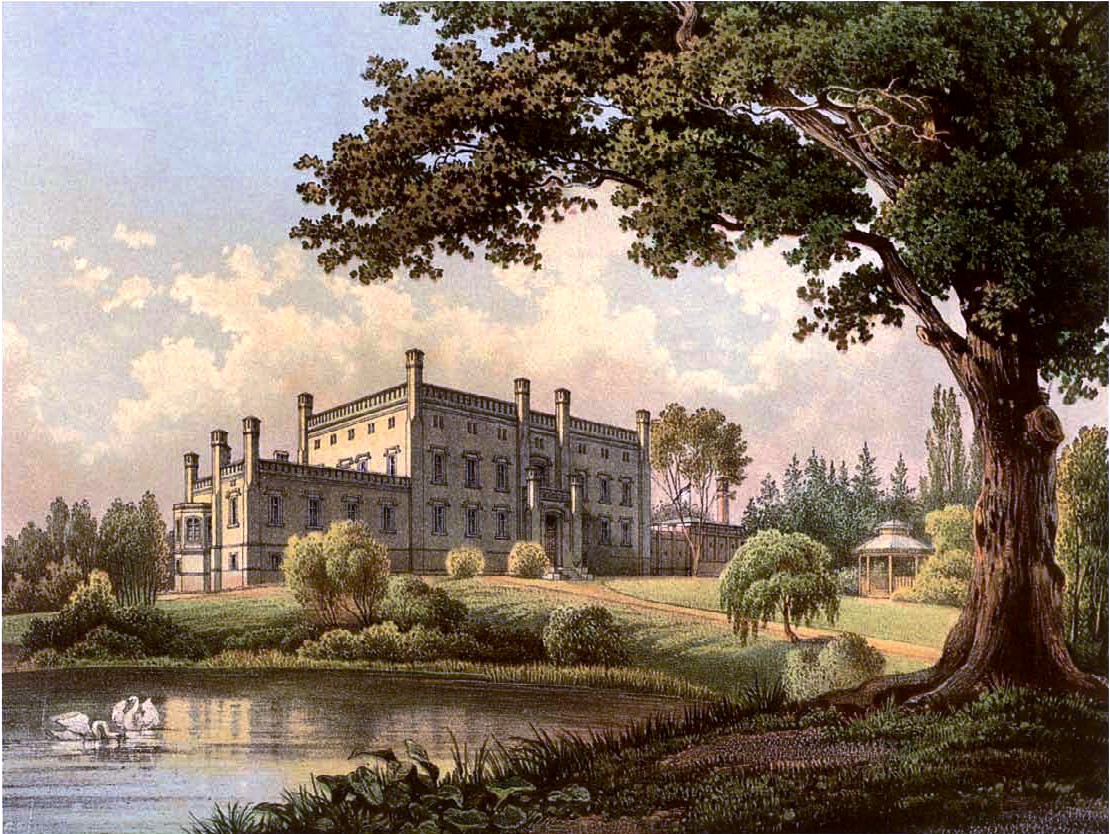
Manoir de Bellschwitz en 1860, Sammlung Alexander Duncker

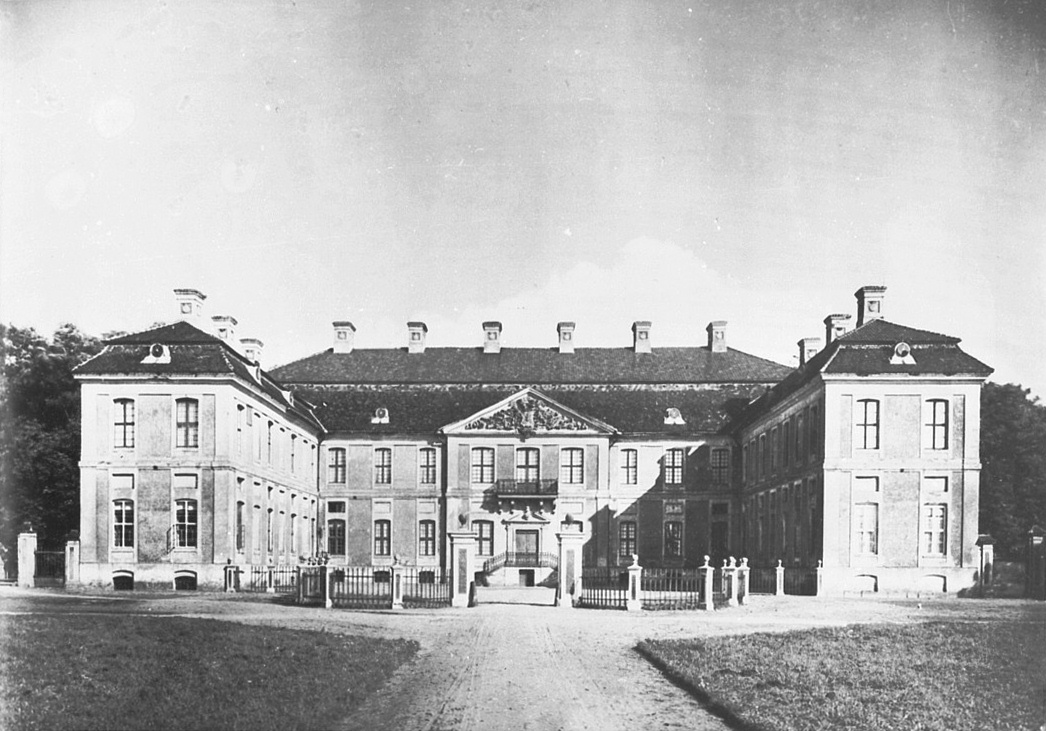
Château de Finckenstein, photographie de 1931

- Freystadt-en-Prusse-Occidentale, ville
- Frödenau (de)
- Goldau
- Gramten
- Groß Babenz (de)
- Groß Bellschwitz (en)
- Groß Falkenau
- Groß Herzogswalde
- Groß Jauth
- Groß Nipkau
- Groß Peterwitz
- Groß Plauth (en)
- Groß Rohdau
- Groß Schönforst
- Groß Sehren
- Groß Stärkenau
- Guhringen
- Gulbien
- Gunthen
- Hansdorf (de)
- Harnau
- Heinfriede
- Heinrichau
- Hochfelde-en-Prusse-Occidentale
- Jakobau
- Jakobsdorf
- Kalitten (en)
- Karrasch (en)
- Klein Albrechtau
- Klein Radem
- Klein Schönforst
- Klein Sehren
- Klein Tromnau
- Konradswalde
- Langenau (en)
- Languth
- Laskowitz
- Limbsee
- Ludwigsdorf-en-Prusse-Occidentale
- Luisenseegen
- Melchertswalde
- Montig
- Mosgau
- Neudorf
- Neuguth
- Peterkau
- Rahnenberg
- Raudnitz (de)
- Riesenburg, ville
- Riesenkirch
- Riesenwalde
- Rosenau
- Rosenberg-en-Prusse-Occidentale, ville
- Rothwasser
- Schakenbruch
- Schalkendorf
- Scheipnitz
- Schönberg (de)
- Schönerswalde
- Schornsteinmühle
- Sommerau (de)
- Sonnenberg-en-Prusse-Occidentale
- Stangenwalde (en)
- Stein
- Stenkendorf
- Stradem
- Susannenthal
- Tillwalde
- Wachsmuth
- Winkelsdorf

## Personnalités liées à l'arrondissement
- Emil Adolf von Behring, premier lauréat du prix Nobel de médecine, né le 15 mars 1854 à Hansdorf (de).
- Paul von Hindenburg, président du Reich et maréchal général, qui résidait au manoir de Neudeck et y est décédé le 2 août 1934.
- Hugo von Obernitz (1819-1901), général né à Bischofswerder
- Franz Poenitz (1850-1912), compositeur né à Bischofswerder
- Oswald Holder-Egger (1851-1911), philologue né à Bischofswerder
- Louis Sauerhering (de), président de la Chambre des monastères de Hanovre, né le 5 novembre 1814 à Frödenau (de).
- Max Winkler (1875-1961), homme politique né à Karrasch (en)